# 博納斯鎮區 (伊利諾伊州布恩縣)
博納斯鎮區（英語：Bonus Township）是位於美國伊利諾伊州布恩縣的一個行政鎮區。

## 地方資料
根據2010年美國人口普查的數據，博納斯鎮區的面積為92.80平方千米，當中陸地面積為92.00平方千米，而水域面積為0.80平方千米。當地共有人口2490人，而人口密度為每平方千米26.83人。